# Apallage
L'apallage è una figura retorica consistente nell'alterazione dell'ordine logico della successione dei concetti. Viene dal greco ἀπαλλάσσω (io separo).

## Esempi
- Vorrei, ma non è possibile, spiegarti la situazione
- L'Italia! Mi hanno accusato di averla chiamata vile! E non ricordarono (se non fosse troppo innocente ed ingenuo appellarsi alla memoria degli avversari) e non ricordarono, per un verso. - (Carducci)